# 循礼门站
循礼门站（啟用時名為江漢路站），位于中华人民共和国湖北省武汉市江汉区与江岸区交界，是武汉地铁1号线和2号线的地铁换乘站。值得一提，由於1號線車站被武漢亞洲心臟病醫院冠名，因此車站標誌和列車報站時會把它稱呼為：亞心醫院·循禮門。本来2号线循礼门站亦将冠名“亚心医院”，但因网民反对已取消。
該站在開通后曾有一段時間中文報站為“亞心醫院·循禮門”，現中文報站為“循禮門”同時提示“武漢亞洲心臟病醫院”。

## 历史
2004年7月28日，循禮門站正式开通运营，當時名为“江汉路站”。
2010年，因2号线在江汉路与中山大道交汇处设立同名站點，為免造成混亂，故此把本站更名为“循礼门站”。
2012年10月，車站站台开始安装半高屏蔽门，应对2号线換乘的客流。同年12月，屏蔽门與2號線运营同步啟用。
2012年12月28日，2號線开通运营，循禮門站成為換乘車站，也是武漢地鐵網絡中首個換乘車站。
2018年1月，車站部分出口更換編號，把1號線部分原來的“A”,“B”,“C”,“D”出口更換成“F”,“G”,“H”,“J”出口，結束多年1號線與2號線重覆出口編號的現象。

## 车站结构
车站位于京汉大道与江汉路的交汇处。

### 楼层分布
| 地上 三層 | 側式月台，右邊車門將會開啟       | 側式月台，右邊車門將會開啟                                            | 側式月台，右邊車門將會開啟 |
| 地上 三層 | █ 1号线列車往徑河（友誼路站）    |                                                                       |                            |
| 地上 三層 | █ 1号线列車往漢口北 （大智路站） |                                                                       |                            |
| 地上 三層 | 側式月台，右邊車門將會開啟       |                                                                       |                            |
| 地上 二層 | 1號線 站廳層                     | 售票機、客服中心、洗手間（付費區）、2號線換乘通道                     |                            |
| 地面      |                                  | 出入口                                                                |                            |
| 地下 一層 | 2號線 站廳層                     | 售票機、客服中心、武漢通充值、洗手間、1號線換乘通道，可通往M+購物中心 |                            |
| 地下 二層 |                                  | █ 2号线列車往天河机场（中山公園站）                                   |                            |
| 地下 二層 | 島式月台，左邊車門將會開啟       |                                                                       |                            |
| 地下 二層 | █ 2号线列車往佛祖嶺（江漢路站）  |                                                                       |                            |

### 1号线车站

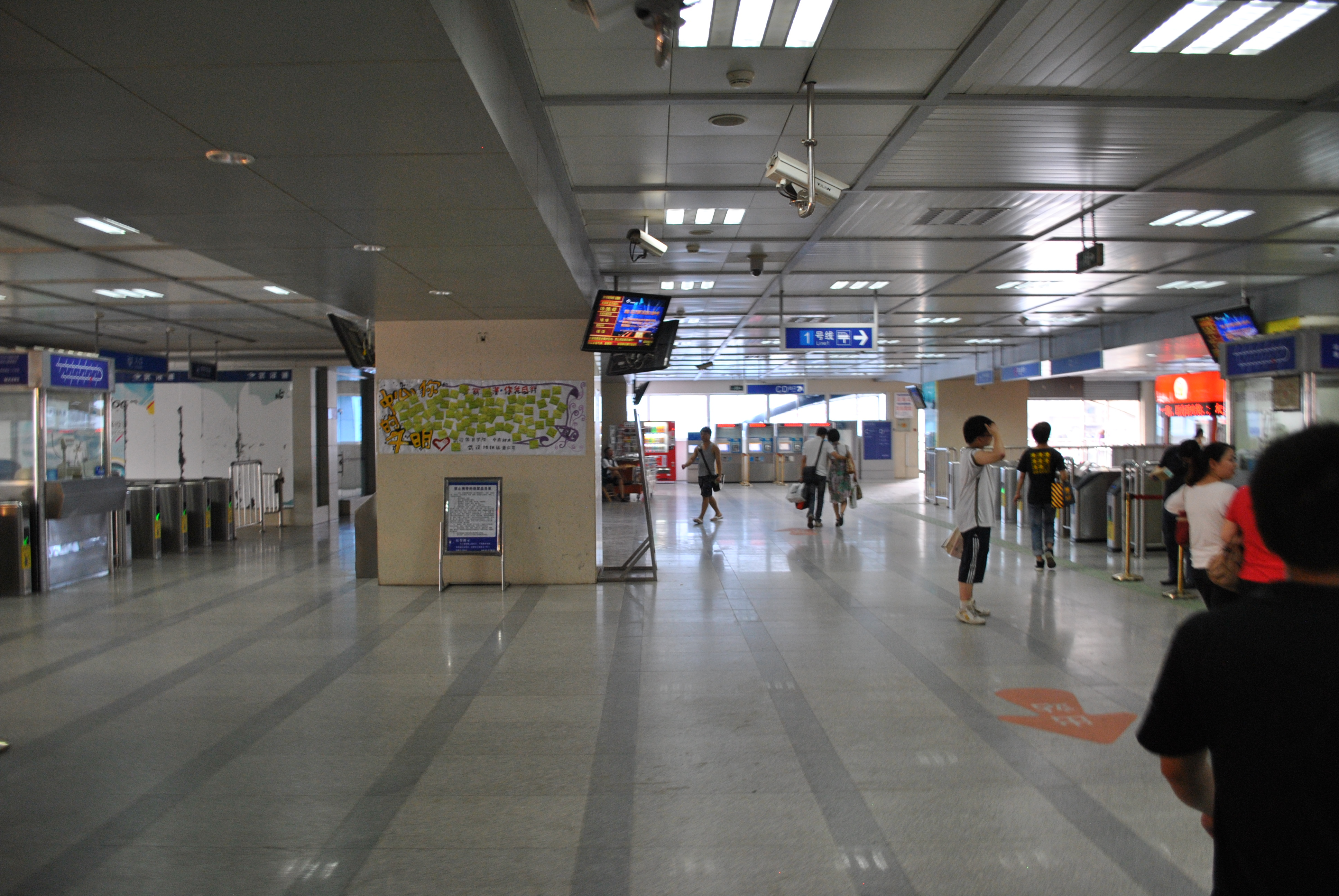
1號線站廳

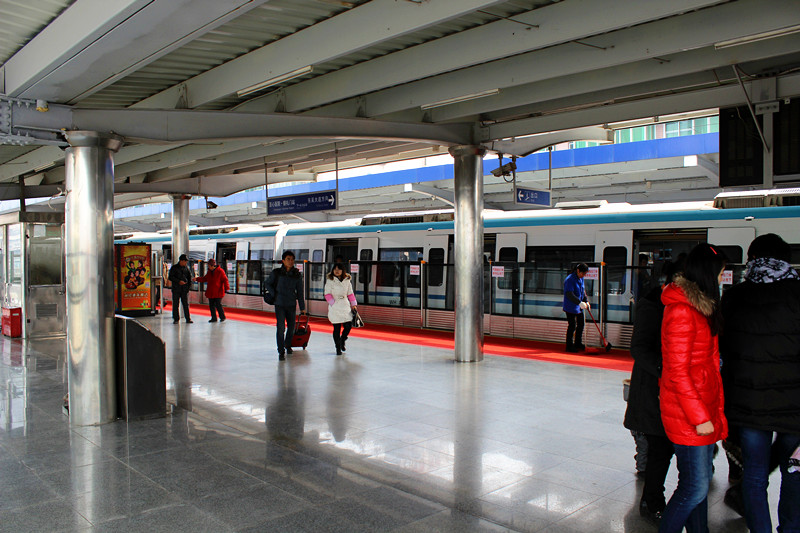
1號線站台

1号线车站沿京汉大道布置，为高架三层侧式站台，地面为京汉大道主干道，上二层为车站站厅房屋。
1号线站台建成时没有安装安全门，但为了应对2号线建成后的大客流，站台于2012年10月开始安装半高屏蔽门。半高屏蔽门的開關屬於手動形式，需要列車長下車按開關按鈕來控制，因此半高屏蔽门與車門開關會相差幾秒鐘。

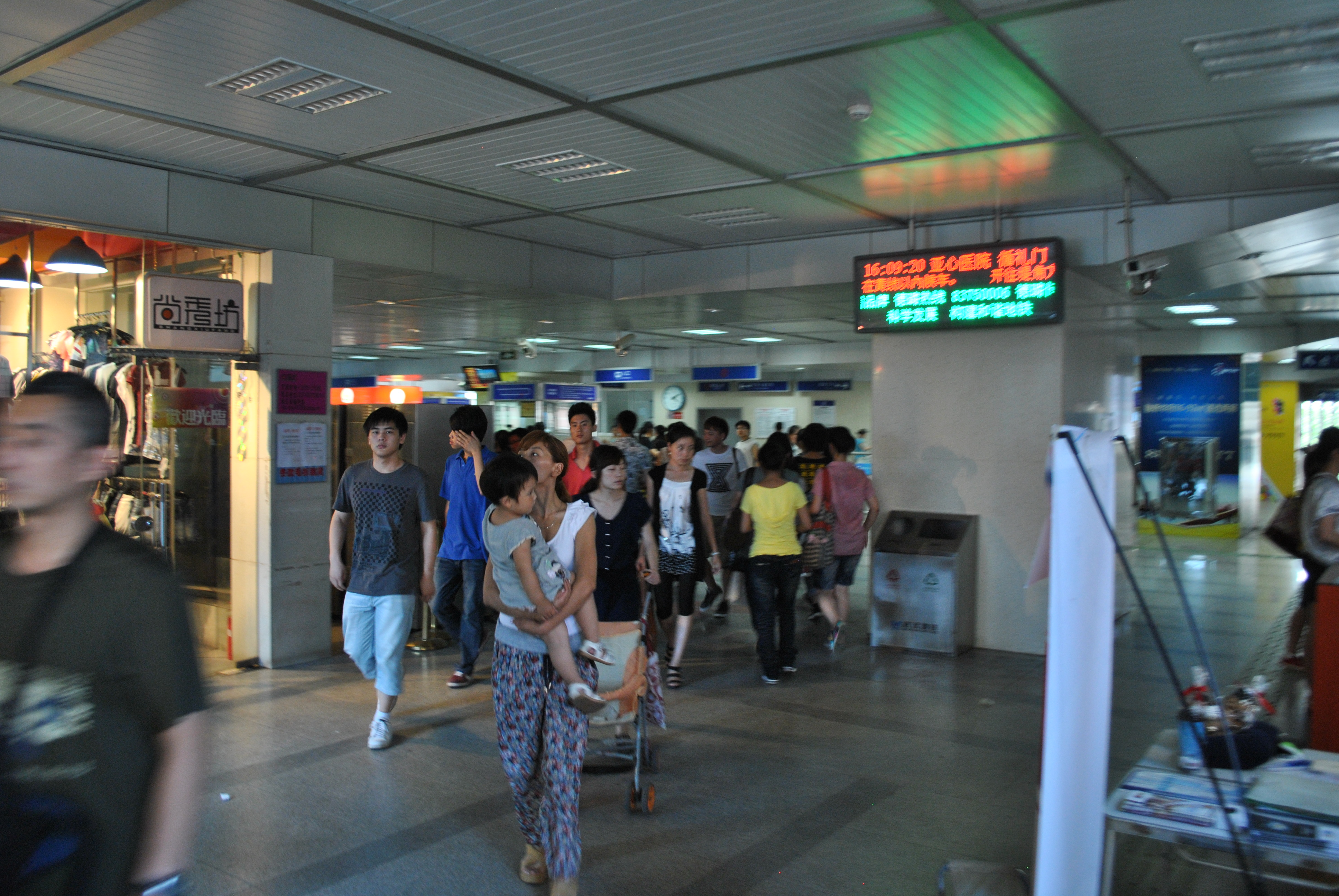
1号线循礼门站站厅
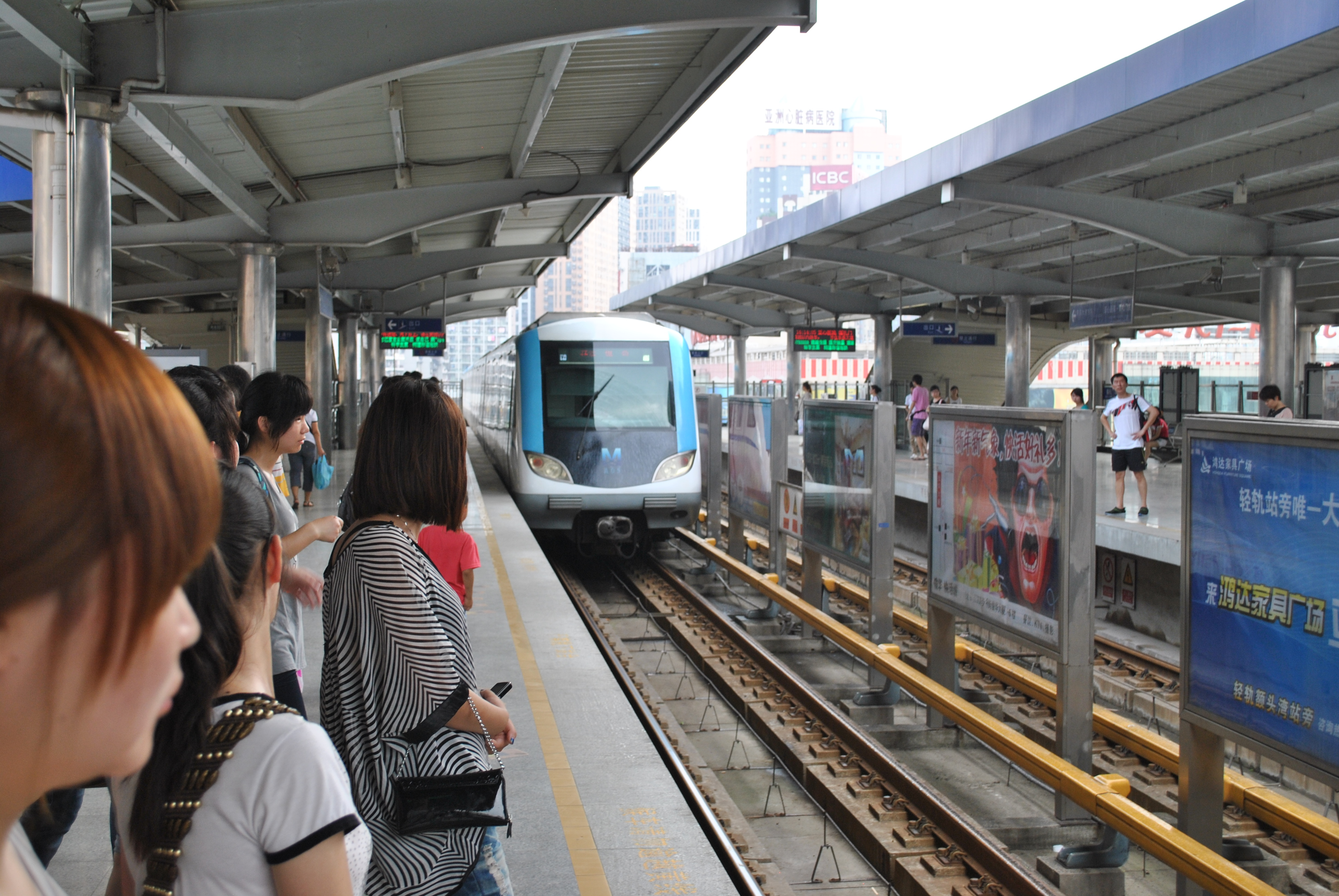
未安装半高屏蔽门的1号线站台
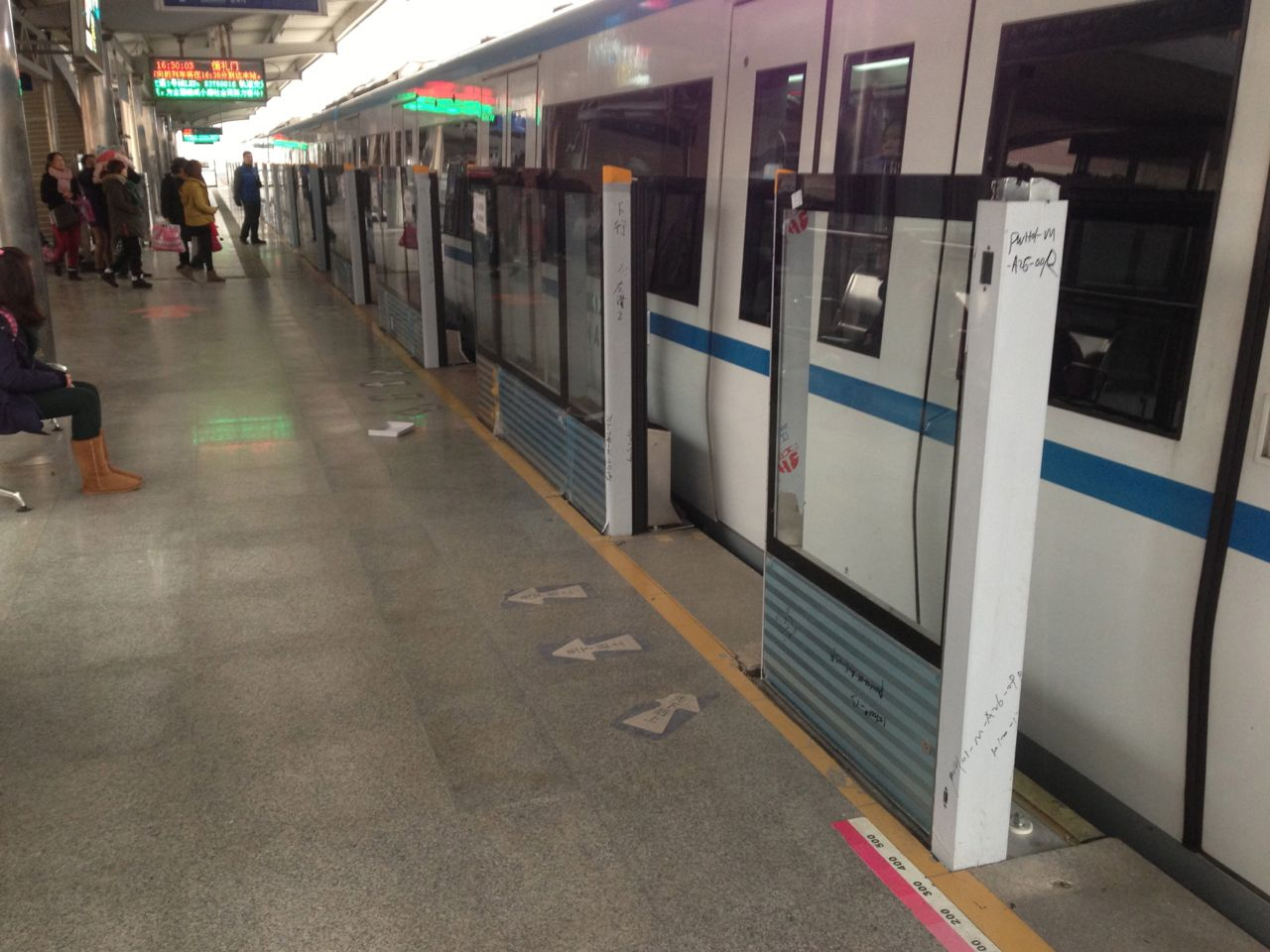
正在安装半高屏蔽门的1号线站台

### 2号线车站

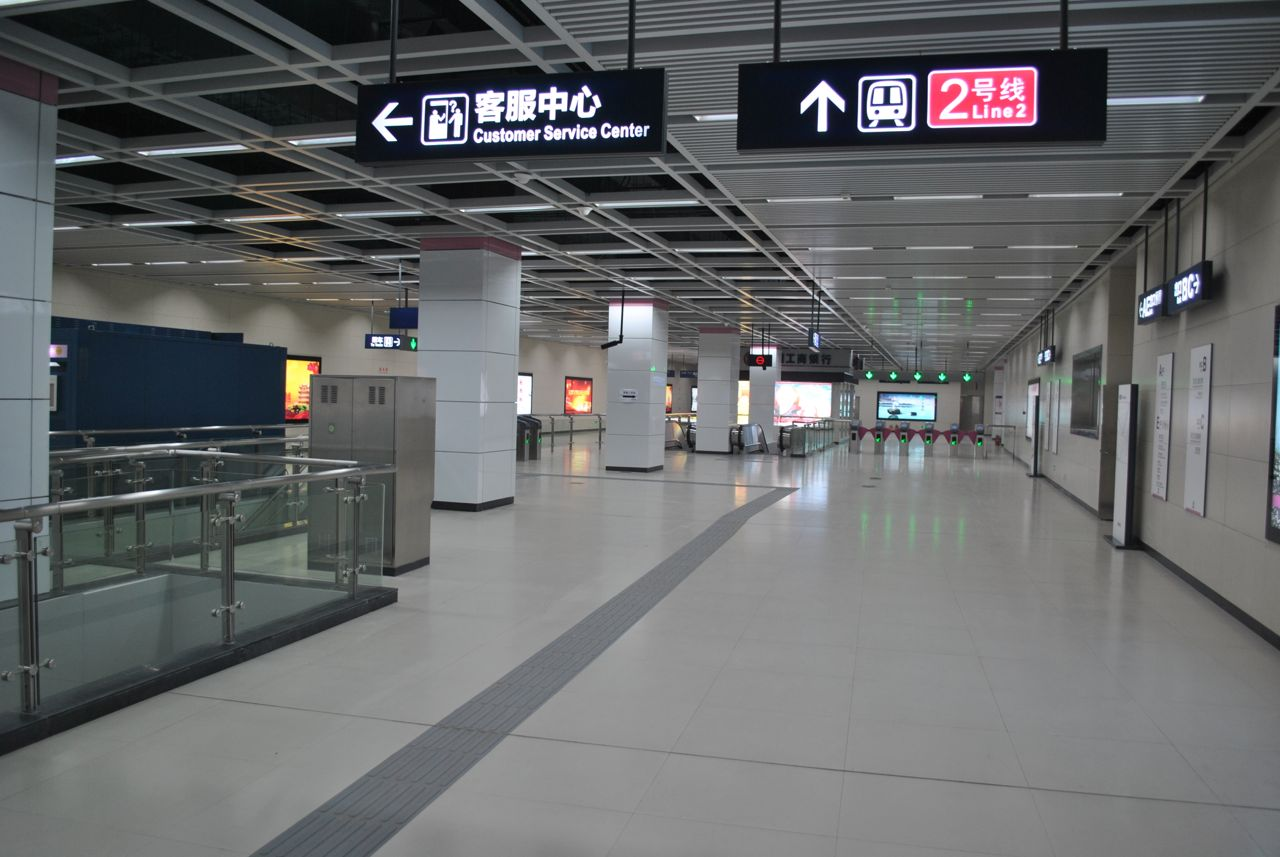
2號線站廳

2号线车站沿江汉路布置，位于解放大道和京汉大道之间的江汉路段。
车站于2007年12月完成招标，2008年6月24日开工。
车站为地下两层：地下一层为站厅层；地下二层为站台层。
车站总长约183m，标准段宽30.5m，开挖深度平均约为21.6m，主体建筑面积为18783㎡。

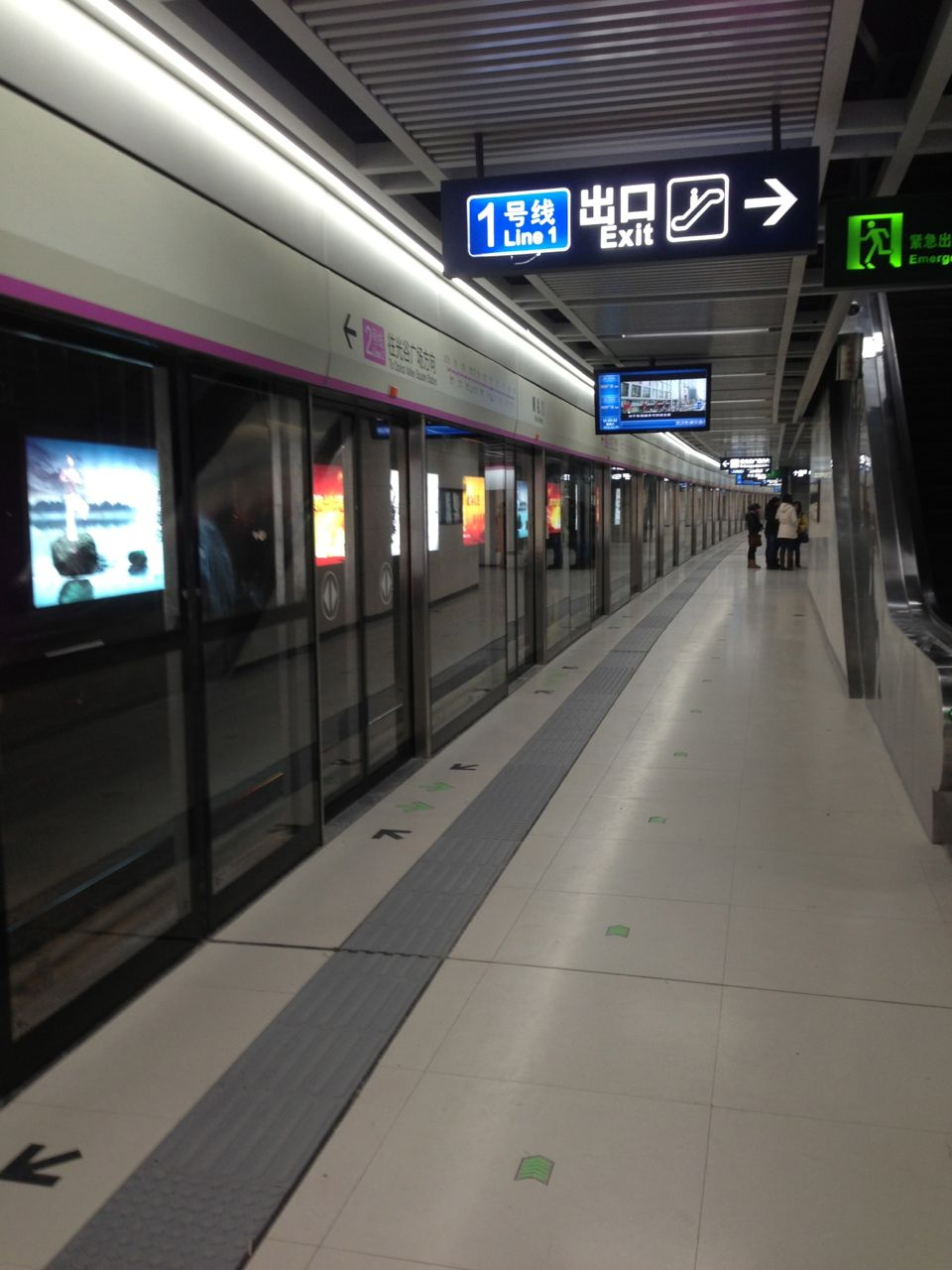
有弧度的循礼门站台，该站不使用 LED 光线确认是否夹人，而是使用红外线感应
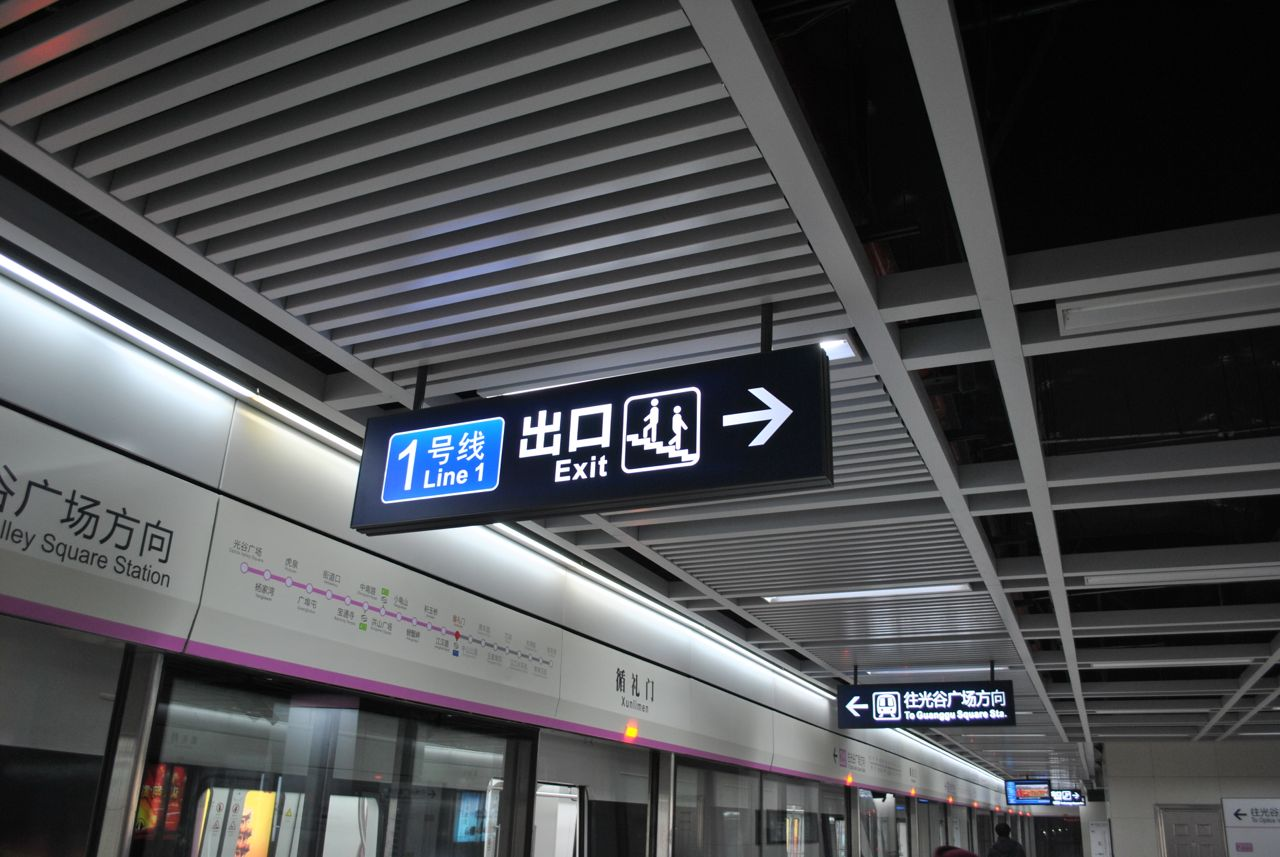
二号线站台的一号线换乘指示
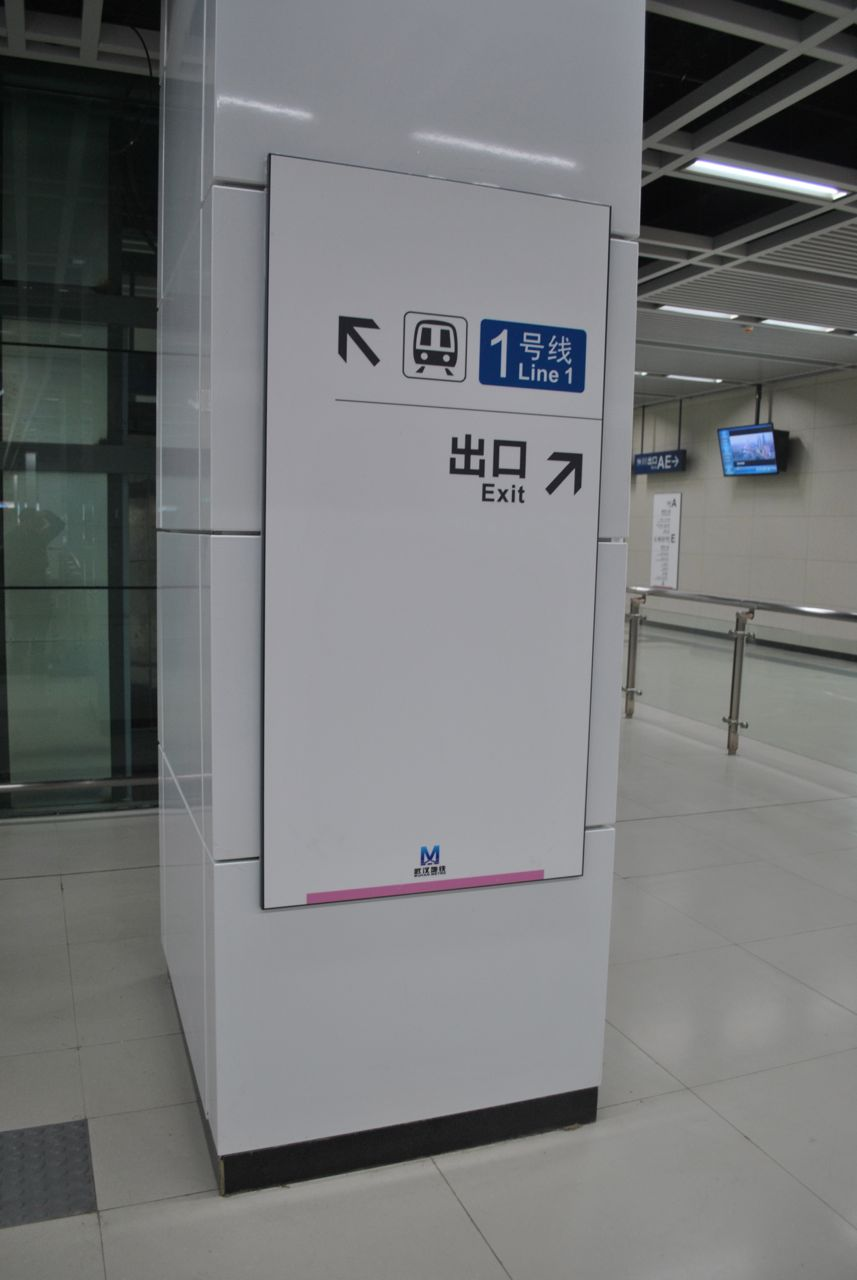
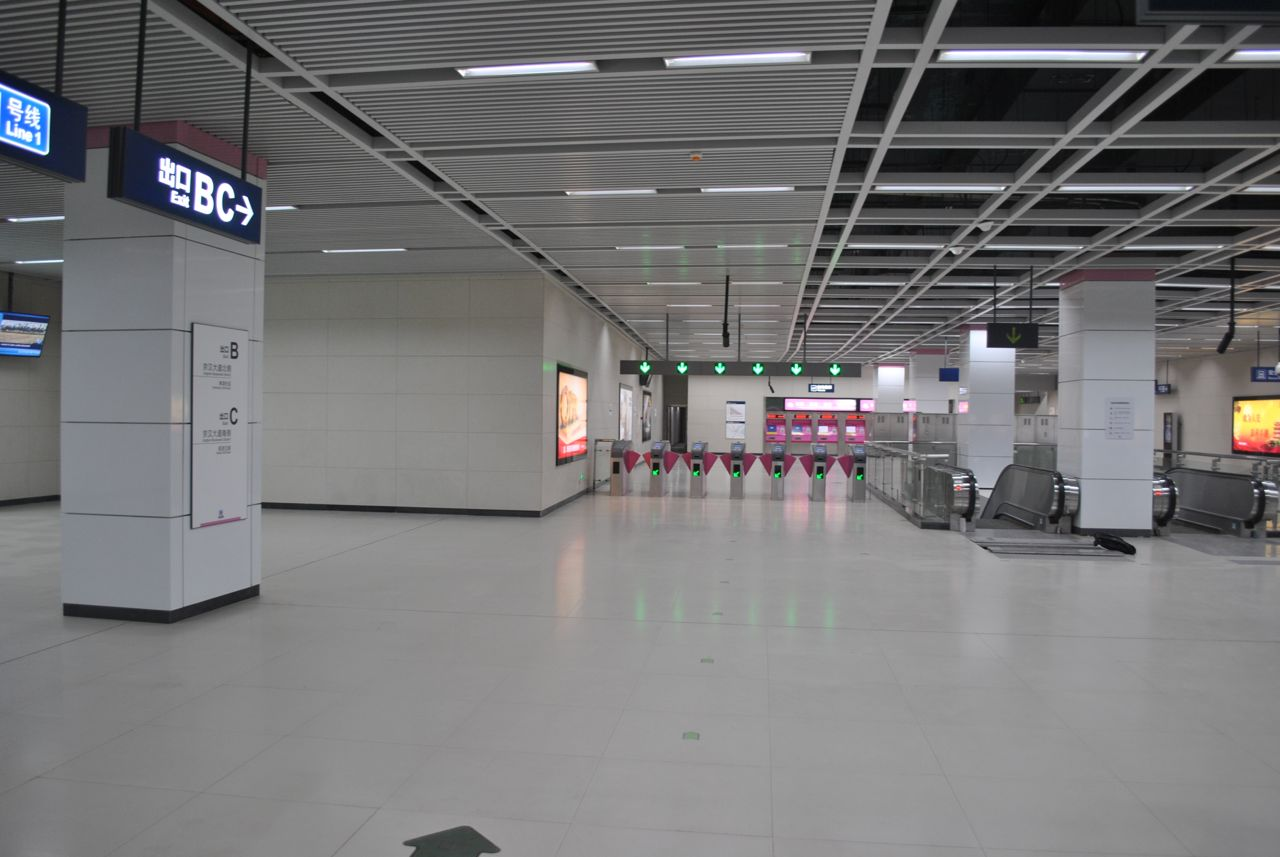
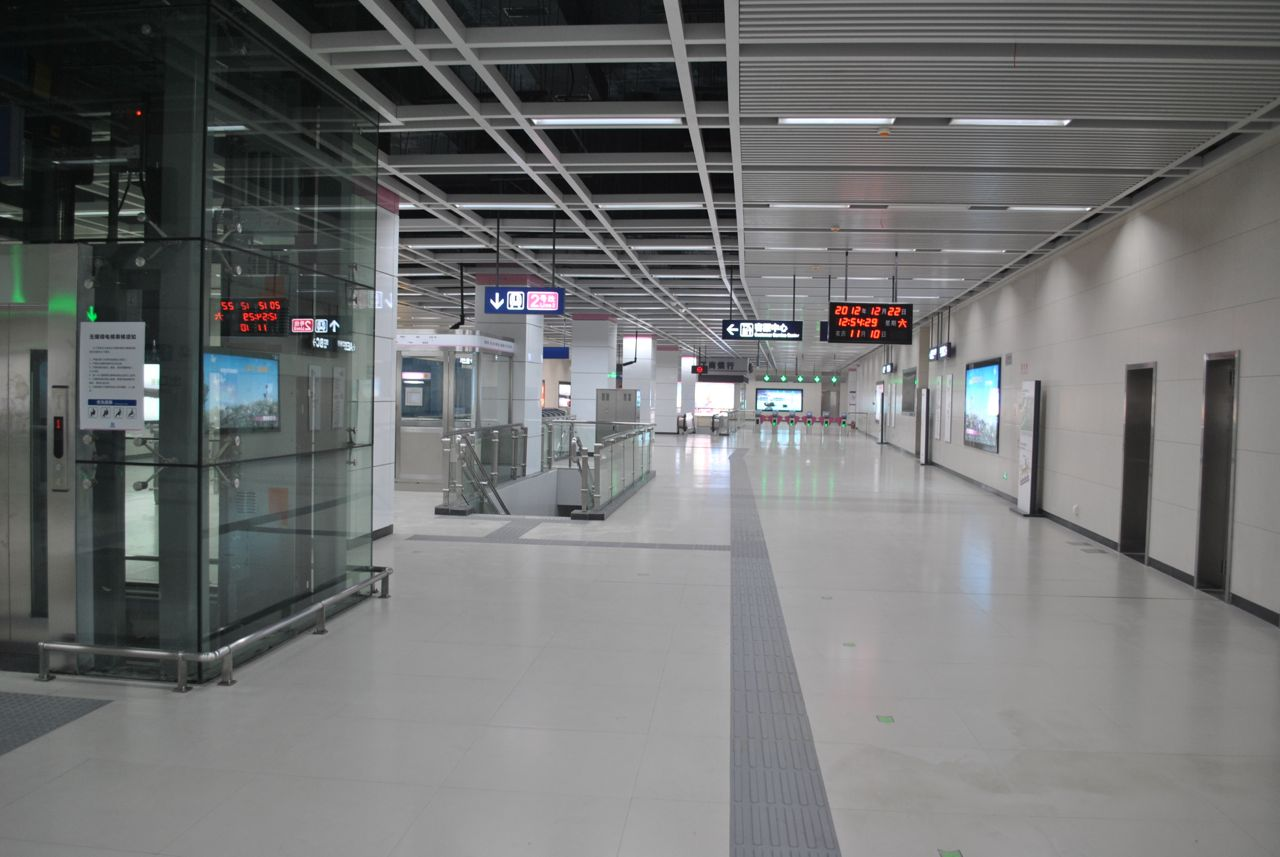

### 換乘通道

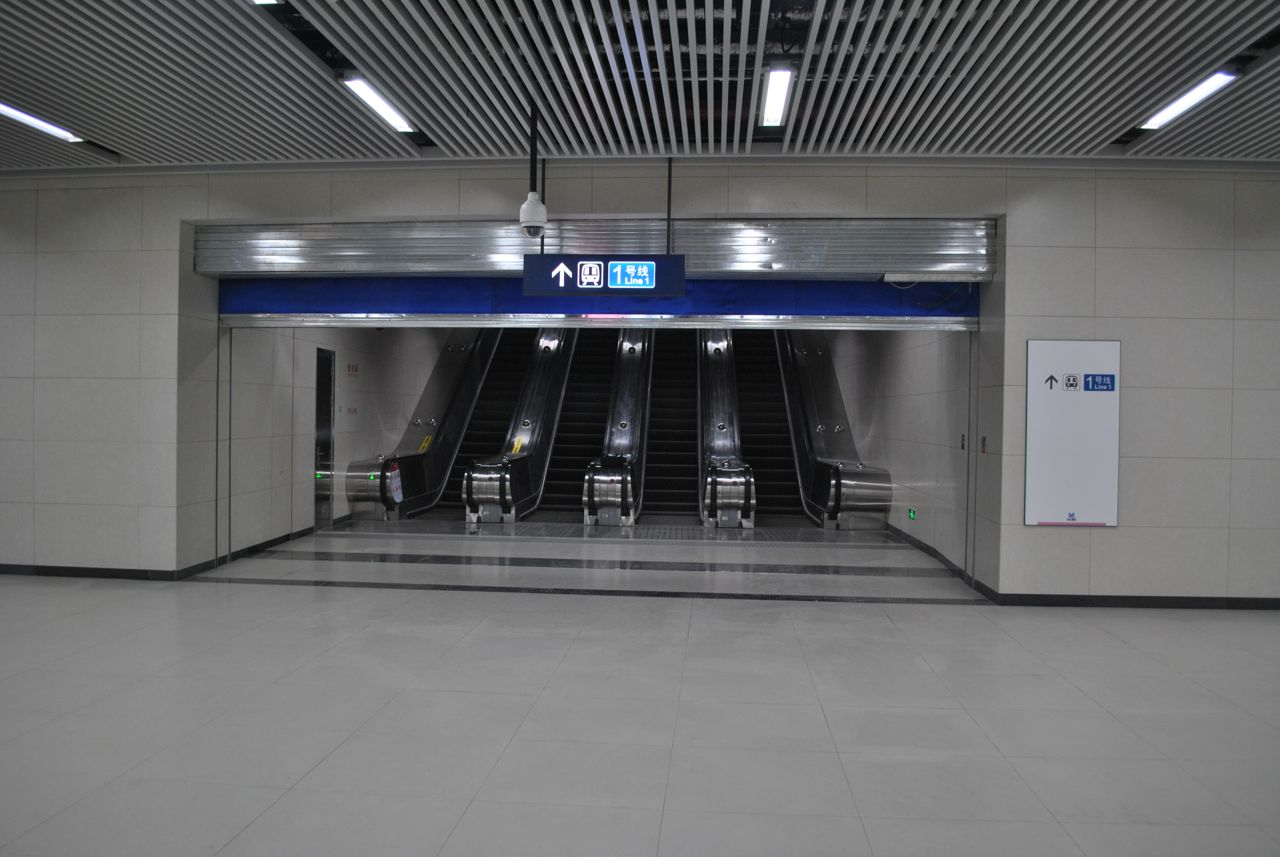
换乘1号线扶手電梯

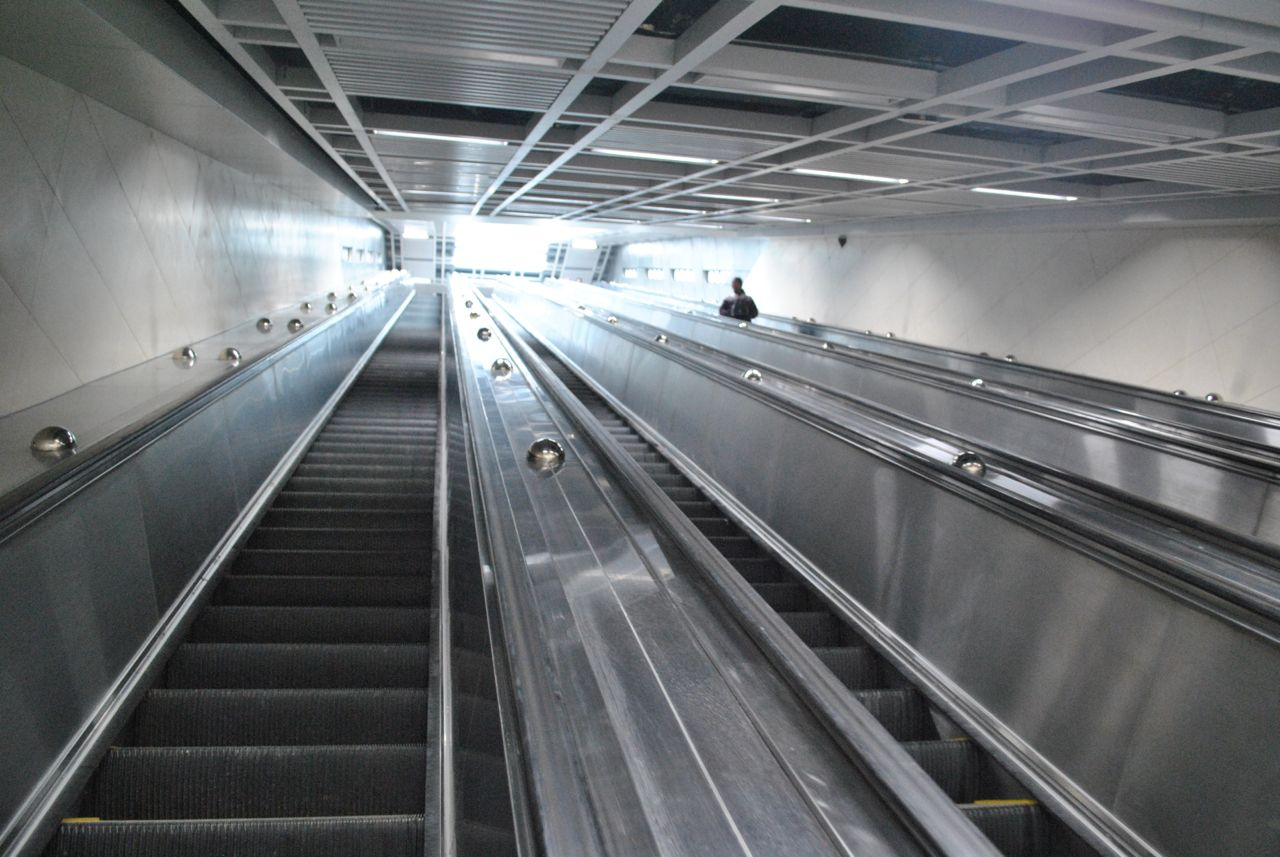
换乘扶梯

由於循禮門站在1號線通車時並沒有預留換乘功能，因此為了與2號線換乘而在1號線車站增建了換乘區域，並由兩組扶手電梯連接1號線站廳層及2號線車站的換乘層。

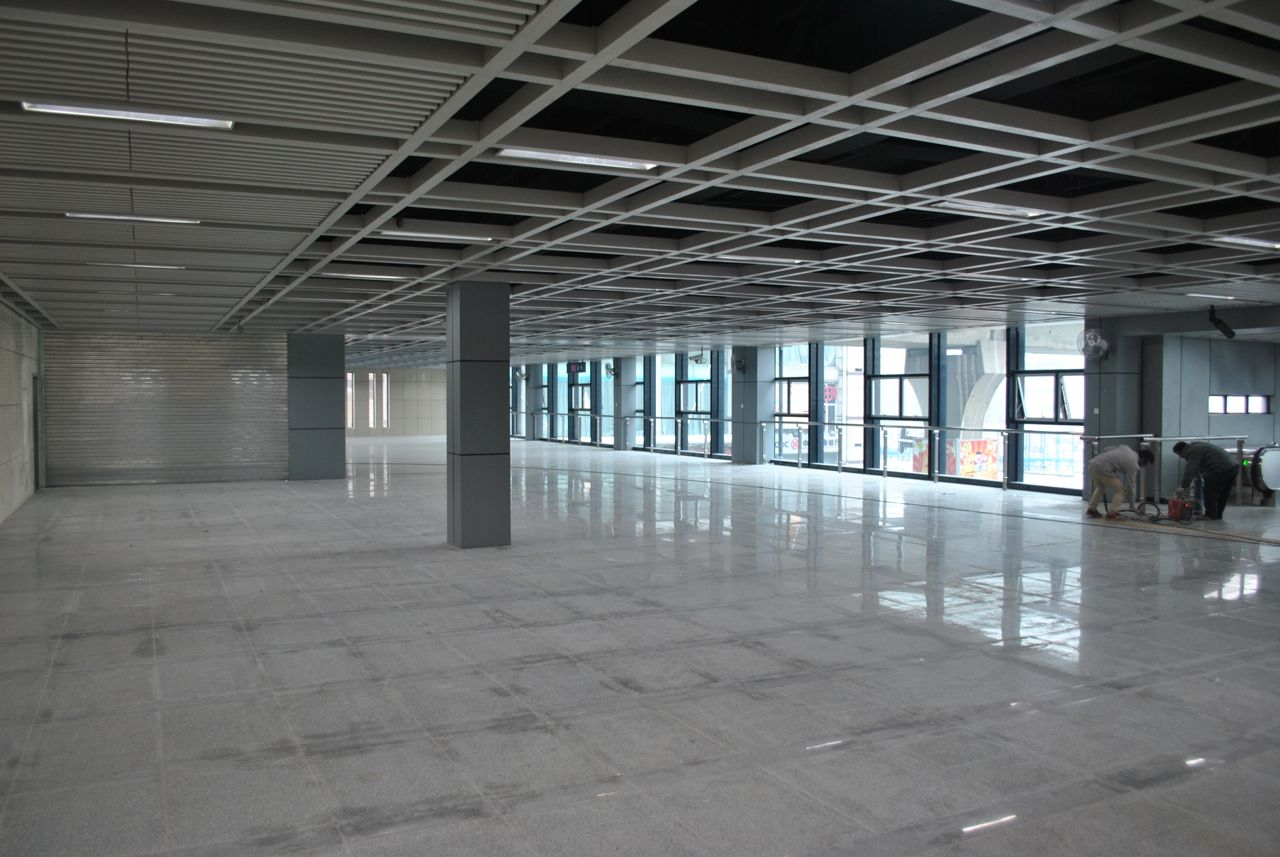
一号线换乘大厅
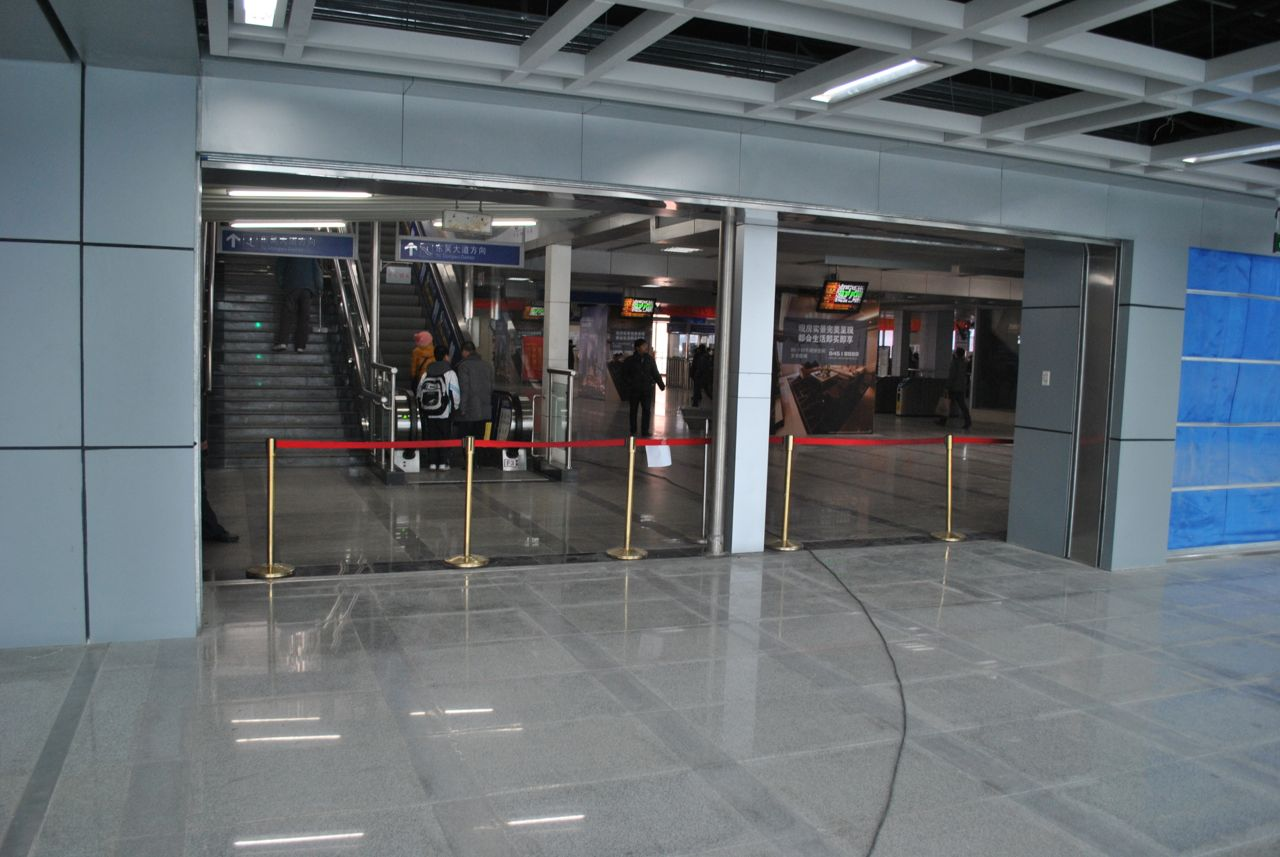
换乘大厅跟一号线原有站厅衔接处
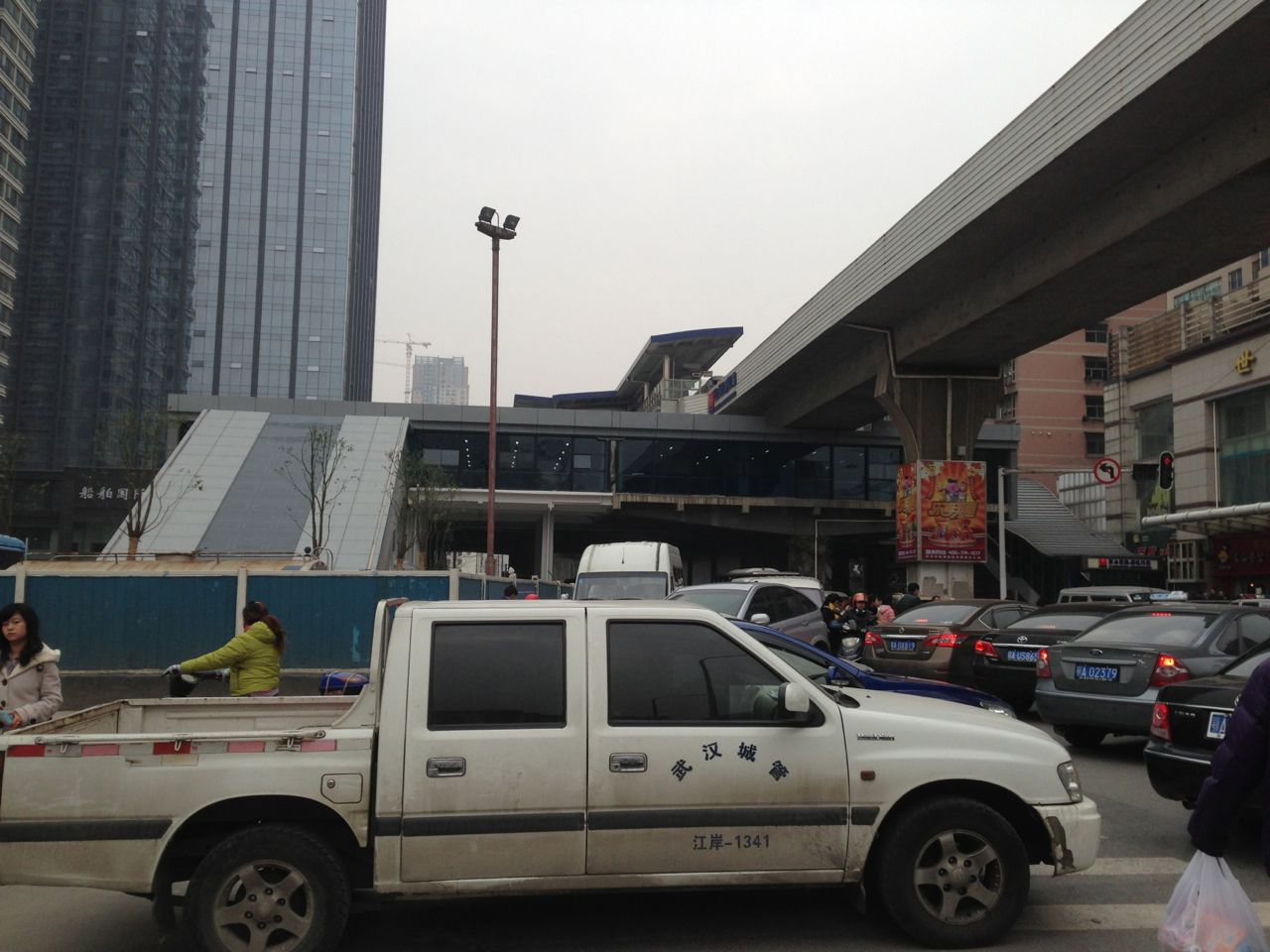
新建换乘结构
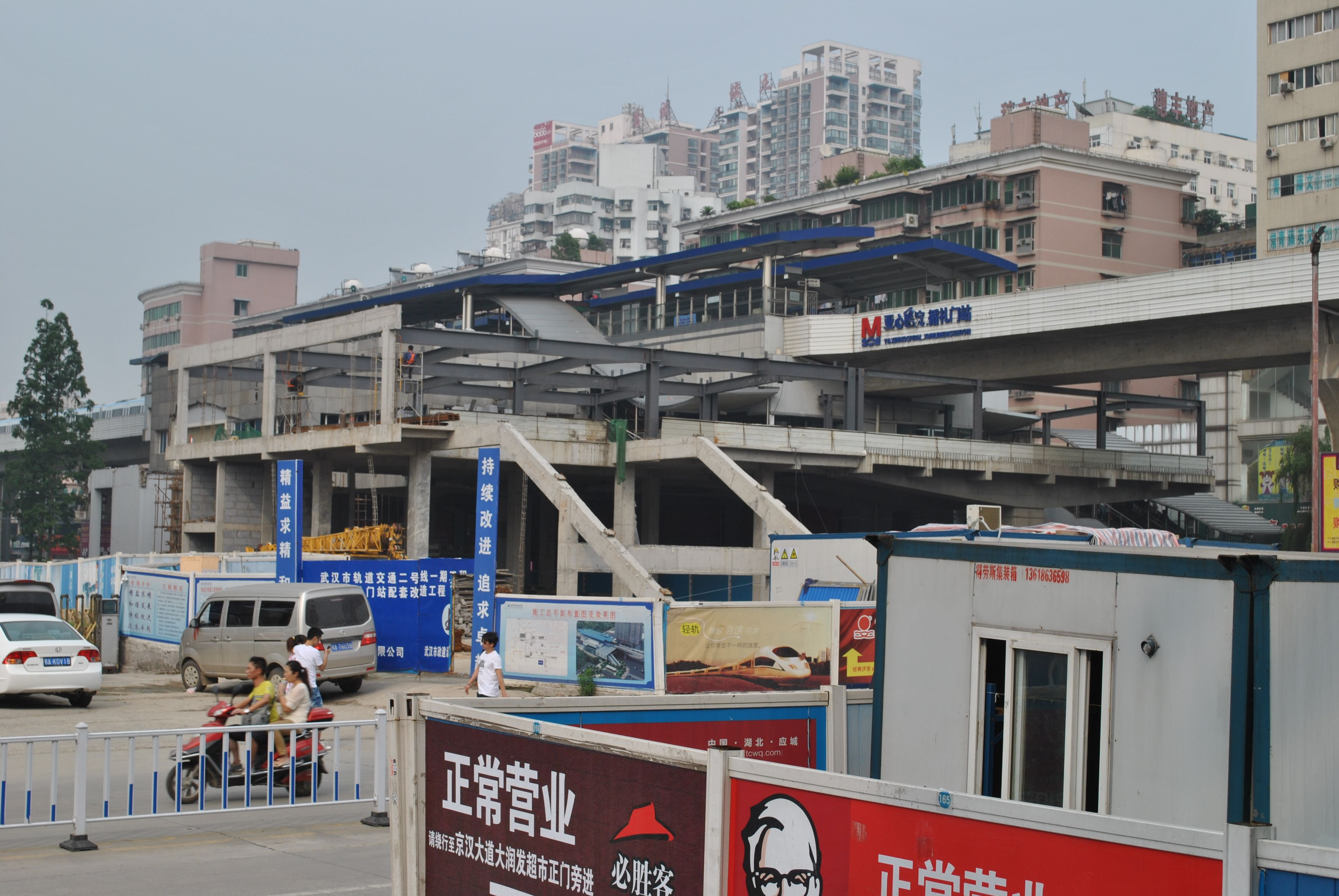
建設中的换乘结构

### 車站出口

原1號線車站A出口，現已更換成J出口

|                                                 |      |      |                                                                   |
|                                                 |      |      |                                                                   |
| 出口編號                                        | 設施 | 照片 | 建議前往的目的地                                                  |
| A                                               |      |      | 解放大道 大潤發購物中心、循禮門飯店、循禮門花市                   |
| B                                               |      |      | 京漢大道 大潤發購物中心、武漢亞洲心臟病醫院                       |
| C                                               |      |      | 京漢大道 江漢路步行街、前進五路、M+購物中心、科技王廣場、世紀大廈 |
| E                                               |      |      | 江漢路 武漢市總工會、武漢青少年宮、船舶國際廣場、武漢劇院         |
| F                                               |      |      | 京漢大道 船舶國際廣場、大潤發購物中心、武漢亞洲心臟病醫院         |
| G                                               |      |      | 京漢大道 武漢匯豪大酒店、武漢劇院                                 |
| H                                               |      |      | 京漢大道 保成路、泰寧社區                                         |
| J                                               |      |      | 京漢大道 江漢路步行街、世纪大厦、M+購物中心                       |
| 注： 設有升降機 \| 設有輪椅升降台 \| 設有洗手間 |      |      |                                                                   |

原1號線車站C出口，現已更換成G出口
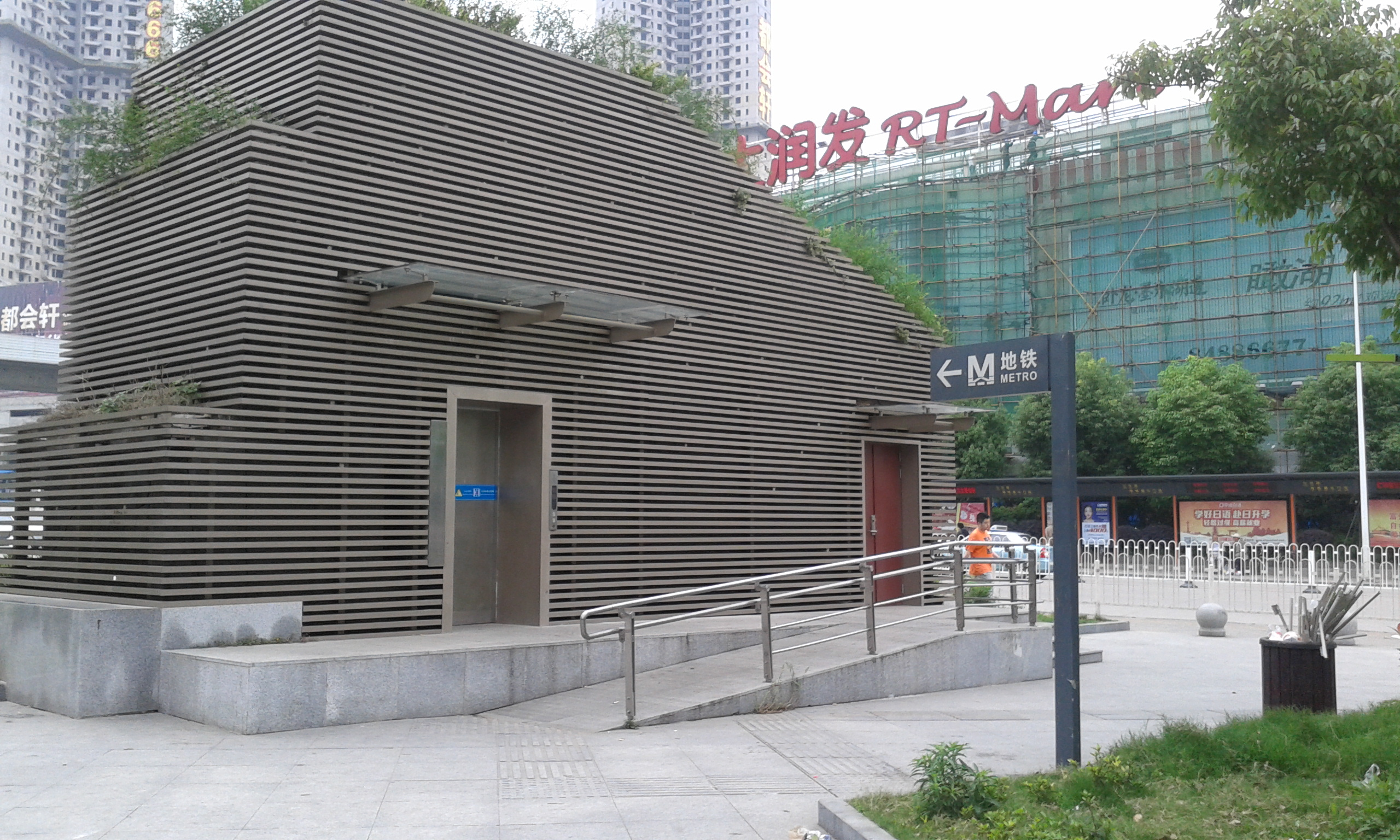
電梯位於車站E出口

## 争议
江汉路北端曾有老京汉铁路循礼门火车站，后因土地开发被拆除。开发商和记黄埔曾许诺异地复建。

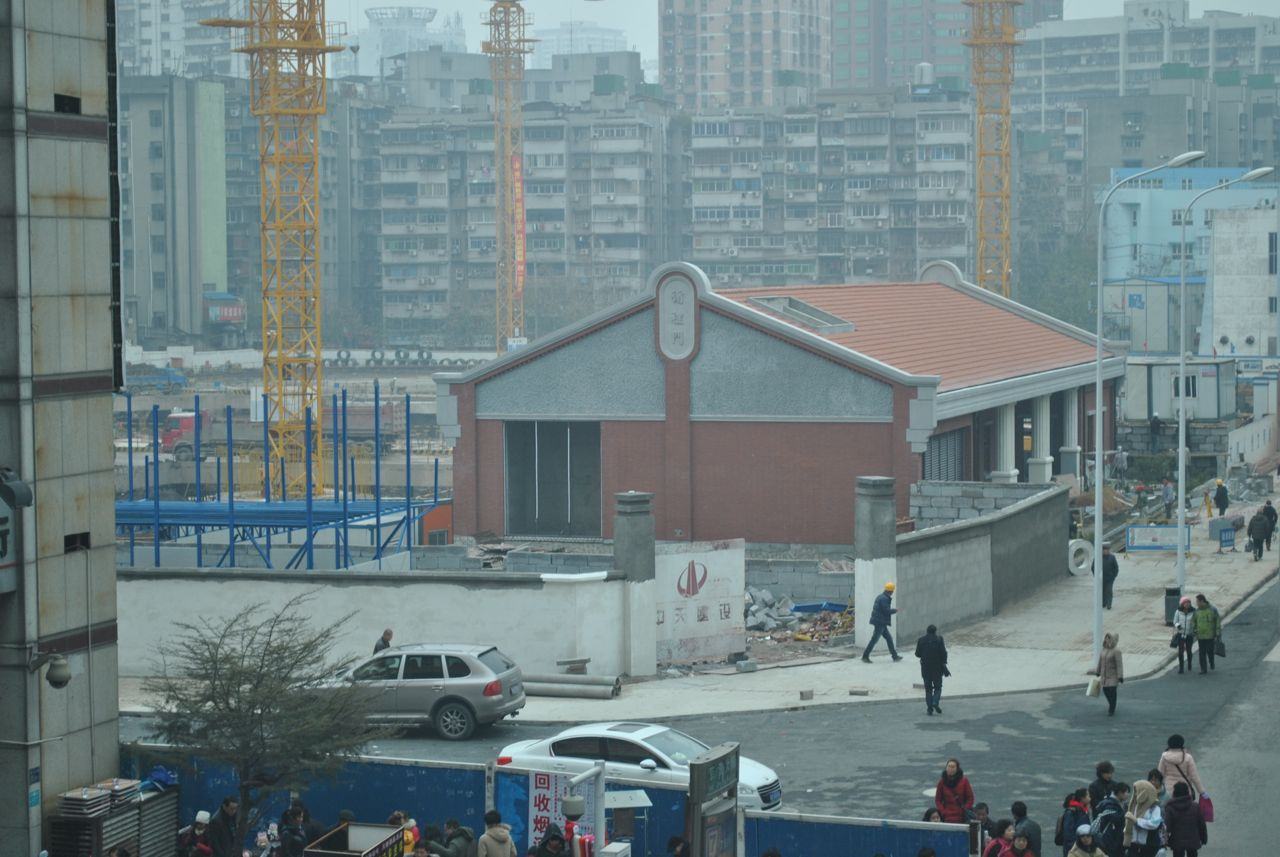
重建后作为地铁2号线循礼门站出入口使用的循礼门火车站
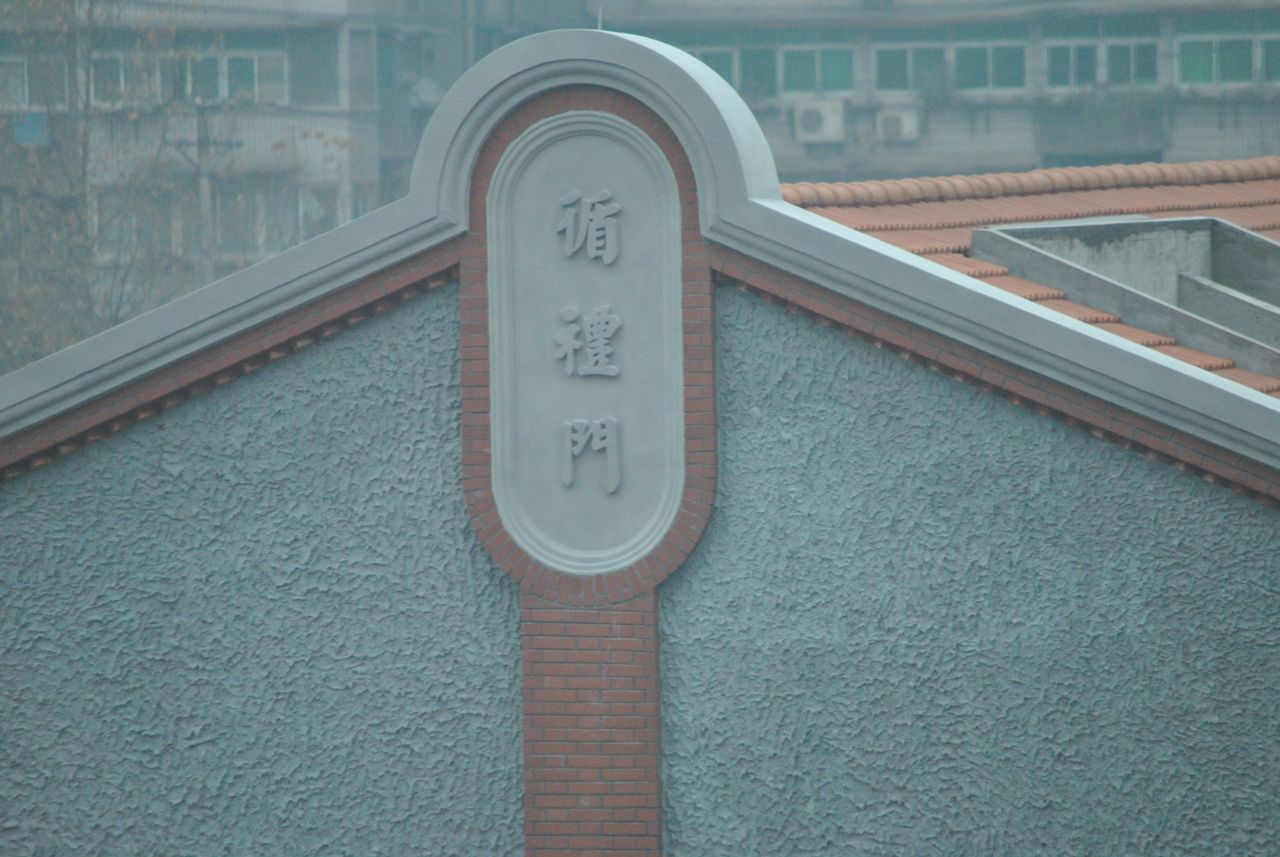
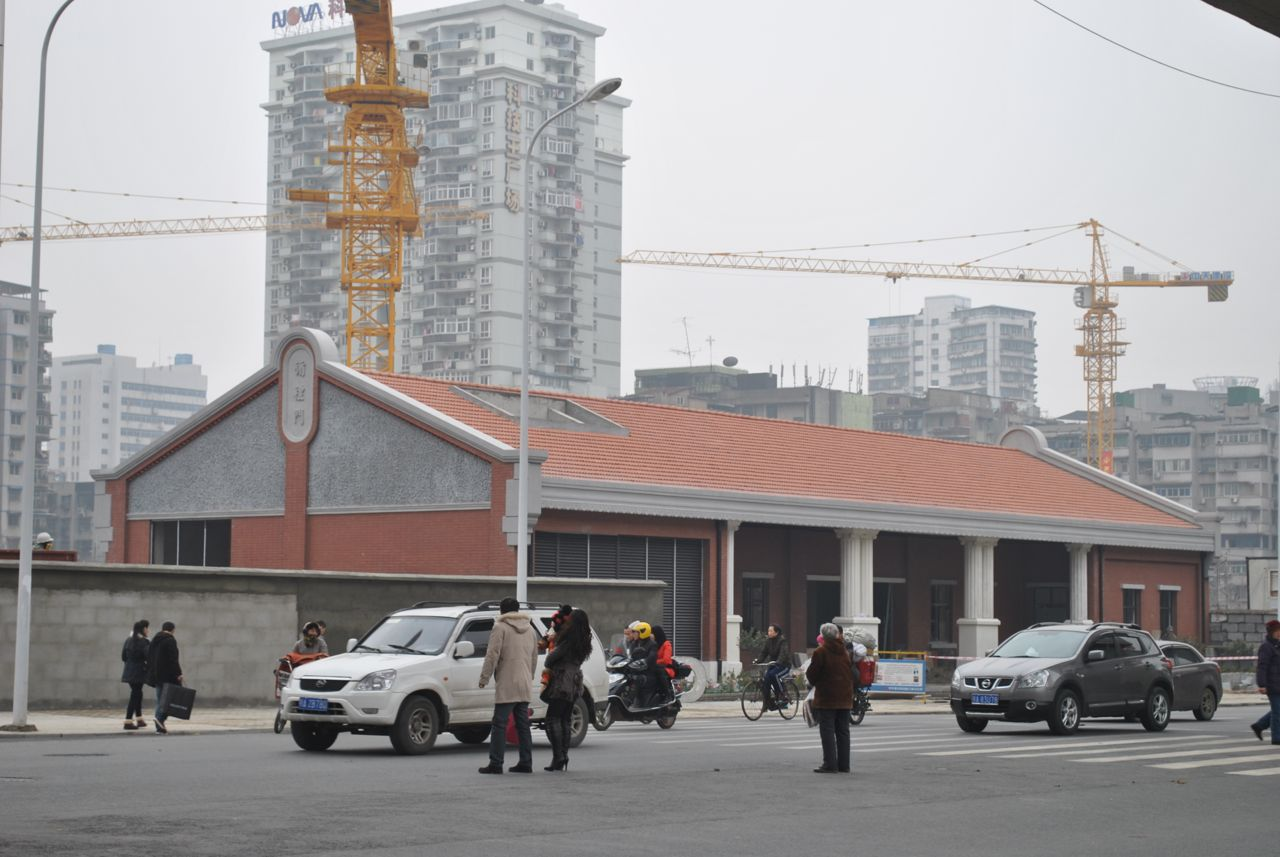

## 事故
2012年6月13日，一男子因失足掉下武汉地铁1号线循礼门站的站台，双足被压断，后虽送医，但因失血过多导致死亡。

## 运营信息
首末班车时间等信息，请参见：
- 1号线行车安排
- 2号线行车安排

## 邻近地区
车站东侧紧邻船舶广场，武汉剧院，西侧为大润发超市，南侧为江汉路步行街，北为循礼门饭店。

### 内部链接
- 武汉地铁车站列表